# 博古赫瓦瓦
博古赫瓦瓦（波蘭語：Boguchwała）是波蘭的城鎮，位於該國東南部，距離首府熱舒夫7公里，由喀爾巴阡山省負責管轄，始建於十四世紀，面積9.13平方公里，2008年人口5,712。的意思是“赞美上帝”，由 （上帝）和 （赞美） 两词组成。
49°59′7″N 21°56′21″E / 49.98528°N 21.93917°E